# Pseudopachymerina grata
Pseudopachymerina grata là một loài bọ cánh cứng trong họ Bruchidae. Loài này được Teran miêu tả khoa học năm 1990.